# بنگت آندرسون
بنگت آندرسون (انگلیسی: Bengt Andersson؛ زادهٔ ۱۱ اوت ۱۹۶۶) بازیکن سابق فوتبال و مربی فوتبال اهل سوئد است.